# Вадовские
Вадовские — древний русский дворянский род.
Польский дворянский род Вадовских (пол. Wadowski) герба Остоя.
Род внесён в VI часть родословной книги Новгородской губернии.

## История рода
Родоначальник, Наум Вадовский, сын которого Пятой Наумович помещик Бежецкой пятины (1582). Внук родоначальника, новгородец Иван Пятого помещик Бежецкой пятины, за службу верстан поместным окладом и в Гербовнике показан родоначальником Вадовских (1624). Дмитрий и Пётр Ивановичи Бежецкие помещики († до 1668).

## Описание герба
В верхней голубой половине щита, изображены две руки с поднятыми мечами, выходящие из облаков (польский герб Малая Погоня), у боков щита означенных и между ними серебряный полумесяц, рогами обращённый вверх к золотой звезде (польский герб Лелива). В нижней красной половине золотое стропило с двумя стрелами и под стропилом серебряная шпага, остроконечием вниз.
Щит увенчан дворянскими шлемом и короною, на поверхности которой находится рука со шпагою. Намёт на щите голубой и красный, подложенный золотом. Щитодержатели: два льва. Герб рода Вадовских внесён в Часть 9 Общего гербовника дворянских родов Российской империи, стр. 52.